# Lundacera tchikapensis
Lundacera tchikapensis is een spinnensoort uit de familie Ochyroceratidae. De soort komt voor in Angola.